# Wilbur Hatch
Pour les articles homonymes, voir Hatch.
Wilbur Hatch est un compositeur américain né le 24 mai 1902 dans l'Illinois aux États-Unis, décédé le 22 décembre 1969 à North Hollywood (États-Unis).

## Filmographie
- 1944 : The Whistler
- 1946 : Mysterious Intruder
- 1946 : Crime Doctor's Man Hunt
- 1952 : Our Miss Brooks (série télévisée)
- 1954 : The Whistler (série télévisée)
- 1955 : Gunsmoke ("Gunsmoke") (série télévisée)
- 1956 : The Brothers (série télévisée)
- 1956 : I Love Lucy Christmas Show (TV)
- 1957 : Have Gun - Will Travel (série télévisée)
- 1957 : The Eve Arden Show (série télévisée)
- 1957 : The Lucy-Desi Comedy Hour (en) (série télévisée)
- 1959 : Les Incorruptibles défient Al Capone (The Scarface Mob) (TV)
- 1959 : Peck's Bad Girl (série télévisée)
- 1959 : Les Incorruptibles ("The Untouchables") (série télévisée)
- 1960 : Pete and Gladys (série télévisée)
- 1960 : Angel (série télévisée)
- 1962 : Y'a de la joie (en) ("Oh, Those Bells") (série télévisée)
- 1967 : The Mothers-In-Law (série télévisée)
- 1968 : Here's Lucy (série télévisée)